# 梗花椒
梗花椒（学名：Zanthoxylum stipitatum）为芸香科花椒属下的一个种。

## 扩展阅读
維基物種上的相關：梗花椒